# بورت فايل
نادي بورت فايل لكرة القدم (بالإنجليزية: Port Vale Football Club) هو نادي كرة قدم إنجليزي محترف، يقع مقره في بورسلم، ستوك أون ترينت. ينشط النادي في الدوري الإنجليزي الدرجة الثانية القسم الرابع في نظام الدوري الإنجليزي لكرة القدم. يشير اسمه إلى وادي الموانئ على قناة ترينت وميرسي. لم يلعبوا أبدًا في المستوي الأعلى الدوري الإنجليزي الممتاز، ويحمل الفريق الأرقام القياسية في الظهور في دوري كرة القدم الإنجليزية 109 موسم، وفي الدرجة الثانية 41 موسم، دون الوصول إلى الدرجة الأولى. بعد لعب الفريق في الملعب الرياضي في كوبريدج و الملعب الترفيهي القديمة في هانلي، عاد النادي إلى بورسليم عندما افتتح ملعب فالي بارك في عام 1950. يوجد خارج الملعب تمثال لروى سبروسون، الذي لعب 842 مباراة تنافسية للنادي. المنافس التقليدي للنادي هو نادي ستوك سيتي، وتعرف هذة المنافسة باسم ديربي الفخاريات.
بعد أن أصبح أحد أندية كرة القدم الأكثر شهرة في ستافوردشاير، دُعِيَ بورت فايل بورسلم ليصبح عضوًا مؤسسًا في دوري الدرجة الثانية لكرة القدم في عام 1892. أمَضَّ النادي 13 موسماً غير متتالي في هذا القسم، تخللها موسمان في دوري ميدلاند، قبل أن يستقيلوا بسبب الصعوبات المالية ودخلوا في التصفية في عام 1907. استمر اسم بورت فايل في دوري اتحاد شمال ستافوردشاير، وكان هذا النادي الجديد ناجحًا بما يكفي لإعادته إلى دوري كرة القدم في أكتوبر 1919. لقد أمضوا 16 موسمًا غير متتالي في القسم الثاني، تخللها فوزهم بلقب الدرجة الثالثة الشمالية في موسم 1929-30، قبل أن يتراجعوا مرة أخرى إلى دوري الدرجة الثالثة لفترة أطول بكثير في موسم 1935-1936. شهد موسم 1953-54 فوز دفاع «الستار الحديدي» للمدير فريدي ستيل بلقب دوري الدرجة الثالثة الشمالي، والوصول إلى نصف نهائي في كأس الاتحاد الإنجليزي، لكنهم فشلوا في البناء على هذا النجاح، وحصل الفريق على لقب دوري الدرجة الرابعة الأولى تحت إشراف نورمان لو في موسم 1958-1959.
حقق النادي نجاحًا ضئيلًا خلال الستينيات والسبعينيات، على الرغم من إدارته لفترة وجيزة من قبل ستانلي ماثيوز، واضطر إلى التقدم بطلب لإعادة انتخابه بعد انتهاك قواعد الاتحاد الإنجليزي بشأن المدفوعات غير القانونية في عام 1968. قاد جوردون لي النادي للعودة إلى الدرجة الثالثة في الموسم التالي، حيث ظلوا حتى الهبوط في نهاية موسم 1977-78. قاد جون ماكغراث النادي للصعود في 1982-83، ورَحَلَ بعد أن أصبح الهبوط أمرًا لا مفر منه في الموسم التالي، وصعد مساعده جون رودج ، ليصبح مدير فني للنادي الأطول خدمة والأكثر نجاحًا، حيث قاد النادي من عام 1983 إلى 1999. فاز النادي تحت قيادة جورج بالصعود في موسم 1985–86، 1988–89، 1993-94، وحَصَدَ كأس الدوري في عام 1993، ووَصَلَ إلى المركز الثامن في الدرجة الثانية في موسم 1996-97 .
دخَل النادي في حالة تدهور بعد انتهاء عهد رودج، وهَبَطَ إلى الدرجة الرابعة بينما دخل الإدارة مرتين في عامي 2003 و2012. وقف هذا التراجع عندما حقق المدير الفني ميكي آدامز الصعود من الدوري الإنجليزي الدرجة الثانية في موسم 2012-13، ثم هبطوا مرة أخرى إلى الدوري الإنجليزي الدرجة الثانية في نهاية موسم 2016-2017 بعد تجربة فاشلة مع طاقم قاري وأسلوب لعب.

## التاريخ
القصة الرسمية المبلغ عنها على موقع النادي هي أن نادي بورت فايل شَكَلَ في عام 1876، بعد اجتماع في منزل بورت فايل، حيث كان من المفترض أن يتخذ النادي اسمه. ومع ذلك، فإن الأدلة الموثقة على كرة القدم من تلك الحقبة نادرة للغاية، وأشار البحث الذي أجراه المؤرخ جيف كينت إلى أنه ربما شَكَلَ في عام 1879 كفرع من نادي بورثيل فيكتوريا، وأَخَذَ اسمها من وادي موانئ القناة حيث لعب الفريق. لعب الفريق في الأيام الأولى للنادي كرة القدم في ليمكيلن لين و لونجبورت، ولعب من عام 1880 في ويستبورت. انتقل النادي إلى طريق مورلاند في بورسلم في عام 1884، غير اسمه إلى بورسلم بورت فايل في هذه العملية، بقي النادي في بورسلم لمدة عام واحد فقط قبل أن يصبح محترفًا، وينتقل إلى كوبريدج للعب على ملعب الرياضي. دُعِيَ النادي في عام 1892 ليصبح عضو مؤسس في دوري الدرجة الثانية لكرة القدم بعد أن أثبتوا أنهم نادٍ قوي في دوري ميدلاند. لقد أمضوا 13 موسماً في دوري الدرجة الثانية، ولكن عادوا في موسمين إلى دوري ميدلاند (1896-1897 و1897-1898).

رسمٌ بياني يوضح تقدم نادي بورت فايل في نظام دوري كرة القدم الإنجليزي. تمثل تدرجات الرمادي المختلفة درجات الدوري المتعددة.

أُجبر النادي على الإنسحاب من الدوري في نهاية موسم 1906–07 صَفِيّ النادي لاحقًا. استمر اسم بورت فايل بعد أن اختار فريق كنيسة كوبريدج الطامح من الدوري الثانوي تغيير اسمه. انتقل النادي الجديد بعد ذلك إلى موطنه الجديد في ملعب الاستجمام القديم في هانلي في عام 1912  وعاد إلى دوري كرة القدم في أكتوبر 1919، واستلم قائمة مباريات ليدز سيتي في الدرجة الثانية ، الذين أُجبروا على التسريح بسبب الوضع المالي والمخالفات.  قَدَمَ ويلف كيركهام أول ظهور له في فالي في أكتوبر 1923، وسجل على مدى السنوات العشر التالية 164 هدفًا في الدوري والكأس، تشمل 41 هدفًا سجلوا في موسم 1926-27.
هبط النادي للمرة الأولى في نهاية موسم 1928-29، حيث انتقل من الدرجة الثانية إلى الدرجة الثالثة الشمالية. جاءوا كأبطال في الموسم التالي، احْتَلَّ النادي في موسم 1930-31 المركز الخامس في الدرجة الثانية من كرة القدم الإنجليزية، وهو أعلى مركز حصل عليه في الدوري على الإطلاق. ذهب فايل ليهزم تشيسترفيلد بفارق 9-1 للنادي في 24 سبتمبر 1932. ولكن بعد هذه الإنجازات هَبَطَ النادي مرة أخرى في موسم 1935-36، وظل في الدرجة الثالثة حتى الحرب العالمية الثانية.
انتقل بورت فايل إلى موطنهم الجديد فالي بارك في عام 1950، وبعد عام تم تعيين فريدي ستيل مدربًا للنادي. سرعان ما أثبت ستيل نفسه في النادي، وكان العقل المدبر لدفاع «الستار الحديدي» الشهير.  شهد موسم 1953-54 فوز فالي بلقب الدرجة الثالثة الشمالية بالإضافة إلى وصوله إلى الدور نصف النهائي من كأس الاتحاد الإنجليزي، وخسر أمام وست بروميتش ألبيون الفائز في نهاية المطاف بطريقة مثيرة للجدل، حيث ألغى هدف ألبرت ليك بداعي التسلل.  هبط النادي بعد ثلاث سنوات مرة أخرى ، وأصبح مرة أخرى أعضاء مؤسسين لقسم دوري الدرجة الرابعة لكرة القدم.  غرس المدير الفني نورمان لو فلسفة هجومية، وقاد الفريق إلى لقب دوري الدرجة الرابعة في موسم 1958-59 بتسجيله 110 هدفاً.
أنهى فالي إقامة لمدة ستة مواسم في الدرجة الثالثة، وهبط في نهاية موسم 1964-65. خلف ستانلي ماثيوز الفائز بجائزة الكرة الذهبية جاكي مودي كمدرب في عام 1967، على الرغم من استقالته بعد عام بعد طرد فالي من دوري كرة القدم بزعم دفع مبالغ غير قانونية للاعبين بما يخالف قواعد الاتحاد الإنجليزي، خففت هذه العقوبة عند الاستئناف لإعادة التصويت، التي فاز بها النادي. تولى جوردون لي القيادة بعد هذه العقوبة، وقاد النادي للصعود في نهاية موسم 1969-70. لم تثبت فترة السبعينيات نجاحًا لفريق Valiants، حيث عانى النادي في النصف السفلي من دوري الدرجة الثالثة طوال معظم العقد. غادر لي في عام 1974، وفشلت سلسلة من المديرين في منع الهبوط في موسم 1977-1978. شهد موسم 1979-80 حصول بورت فايل على المركز 20 في دوري الدرجة الرابعة (المرتبة 88)، وهو أسوأ إنجاز للنادي على الإطلاق. على الرغم من هذه النهاية السيئة في الموسم الأول لجون ماكغراث، حقق النادي في النهاية نجاحهم الأول من ثلاثة عشر عامًا في موسم 1982-83 بالفوز بالصعود من الدرجة الرابعة، بعد الحصول على المركز الثالث.

بعد إقالة ماكغراث، تم تعيين مساعده جون رودج كمدرب في ديسمبر 1983. على الرغم من أنه لم يكن قادرًا على إيقاف عودة فال إلى المستوى السفلي من دوري كرة القدم ، فقد نجح في تثبيت السفينة. بمساعدة أهداف الويلزي غزير الإنتاج آندي جونز، صعد فايل إلى الدرجة الثالثة في موسم 1985–86 بعد خسارته مرة واحدة فقط في فالي بارك طوال الموسم. وجاءت المفاجأة الكبرى في الكأس في 30 يناير 1988، عندما هزم فالي فريق الدرجة الأولى توتنهام هوتسبر 2-1 بفضل تسديدة رائعة من راي ووكر. بعد ثلاثة مواسم في دوري الدرجة الثالثة، حقق فالى ردج صعود آخر في موسم 1988-1989 بعد ما سجل روبي إيرل هدف الفوز في فالي بارك، انتهت المناقسة بنتيجة 2-1 في مجموع المباراتين فس مباراة الملحق أمام بريستول روفرز، وهذا يمثل عودة النادي إلى الدرجة الثانية بعد غياب دام 33 عامًا.

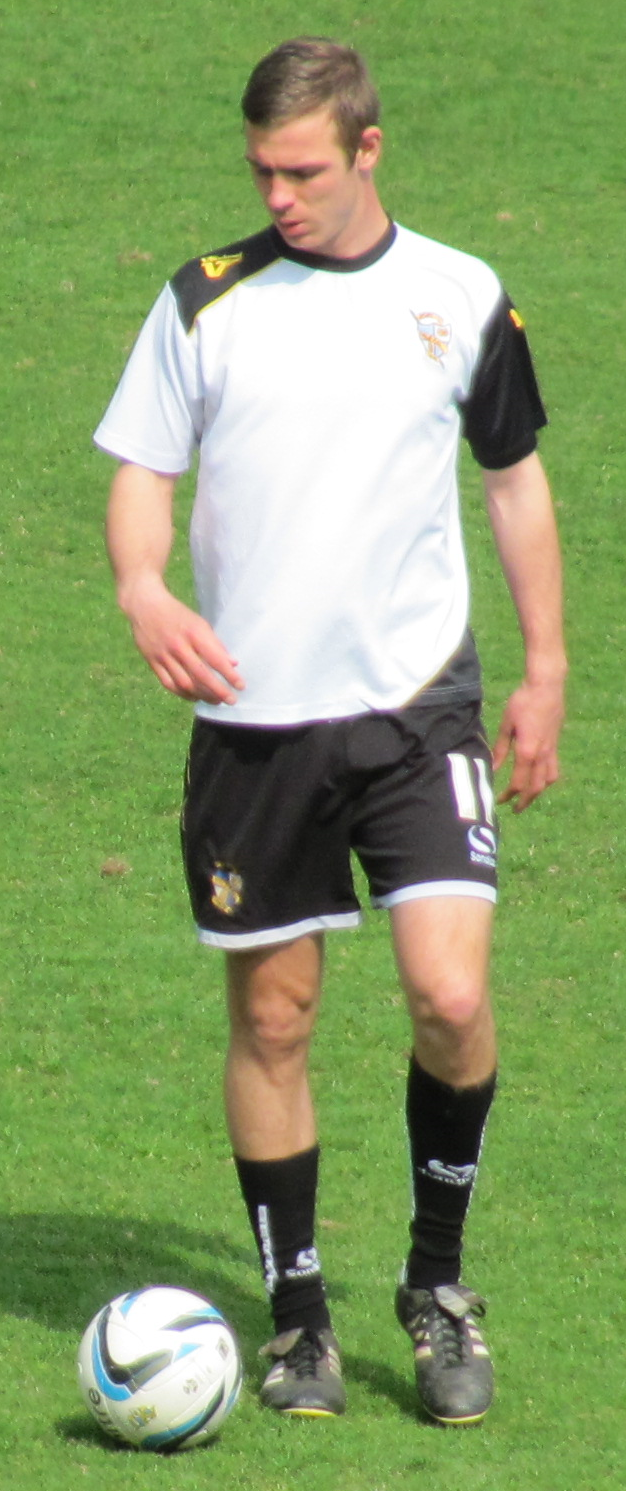
ساعدت أهداف المهاجم توم بوب النادي على الصعود في 2012-13.

عانى فايل من الهبوط في اليوم الأخير في موسم الدوري 1991-92 ، وعلى الرغم من أنهم ارتدوا بشكل جيد من خلال البقاء في صورة الصعود لمعظم موسم 1992-93 ، إلا أنهم فشلوا في الحصول على المركز الثاني بعد منافساتهم المحلية مع ستوك سيتي، وحصول بولتون واندررز علي المركز الثاني في اليوم الأخير. بعد ذلك زار فايل ملعب ويمبلي مرتين في غضون أسبوع فقط، فلقد خرجوا أولاً بالفوز 2-1 على مقاطعة ستوكبورت في نهائيات كأس دوري كرة القدم الإنجليزية.  ثم خسروا 3-0 في المباراة النهائية أمام وست بروميتش ألبيون. تعافى فايل من هذه الانتكاسة، واستمر في تأكيد الصعود بعد الحصول علي الوصافة في اليوم الأخير من موسم 1993-94. سجل فايل خلال موسم 1995-96 واحدة من أعظم المباريات العملاقة في كأس الاتحاد الإنجليزي، عندما هزم حامل اللقب إيفرتون 2-1. حقق الفريق أيضًا بعض النجاح في الكأس الأنجلو الإيطالي، حيث تأهلوا للنهائي في ويمبلي، وخسروا 5-2 أمام نادي جنوى من الدوري الإيطالي الدرجة الثانية. بدأ فايل بداية بطيئة لموسم 1996-97، ظهرت عدت احتجاجات ضد الرئيس بيل بيل، وبيع ستيف جوبي إلى ليستر سيتي مقابل 800 ألف جنيه إسترليني. كان المدرب رودج العقل المدبر في الحصول على المركز الثامن، أعلى مركز لهم في الدوري منذ عام 1931.
جنب النادي الهبوط في موسم 1997-98 في اليوم الأخير من الموسم بالفوز 4-0 على هدرسفيلد تاون، فهبط مانشستر سيتي وستوك سيتي. ظهر في الموسم التالي صراعًا آخر، وأقيل جون رودج بشكل مثير للجدل في  يناير 1999، واستبدل باللاعب السابق بريان هورتون، الذي أنفق الكثير لتأمين هروب النادي في اليوم الأخير لمرة الثاني على التوالي من الهبوط. لم يستطيع النادي تجنب للهبوط في موسم 1999-00 ، وحصد على أقل بثلاثة عشر نقطة من مركز الأمان. قاد هورتون النادي إلى النجاح قي كأس الدوري في عام 2001، حيث سجل مارك بريدج ويلكنسون وستيف بروكر الأهداف ليضمن الفوز 2-1 على برينتفورد في المباراة النهائية على ملعب الألفية.  استدعى بيل بيل المسؤولين في ديسمبر 2002، وكان النادي يملك ديون تقدر 1.5 مليون جنيه إسترليني.
خرج النادي من الإدارة في 2003-04 تحت تحالف ملكية المعجبين برئاسة كونسورتيوم بيل برات Valiant 2001. غادر هورتون في فبراير 2004 ، وكان غير مستعد لقبول التخفيضات المالية التي فرضها مجلس الإدارة الجديد، وحل محله اللاعب السابق مارتن فويل. واأقيل فويل في نوفمبر 2007 ، وأثبت خليفته لي سينوت أنه غير قادر على منع النادي من الهبوط إلى الدوري الإنجليزي الدرجة الثانية بعد الحصول على المركز 23، وأشرف على هزيمة نادي تشاسيتاون من الدرجة الأولى في الدوري الجنوبي في كأس الاتحاد الإنجليزي. أقيل سينوت في سبتمبر 2008، وبعد فترة فاشلة من دين جلوفر، تم تعيين ميكي آدامز كمدرب جديد للنادي في يونيو 2009. غادر آدامز النادي في ديسمبر 2010، واختير جيم جانون للصعود بالنادي، ولكن انتهى عهد جانون المضطرب بعد 74 يومًا. عاد آدامز كمدير في نهاية موسم2010-11، لكن هذا لم يكن كافيًا لإرضاء المعجبين الذين طالبوا بتغيير في مجلس الإدارة بعد أن فشلت سلسلة من الاستثمارات الموعودة في تحقيق نتائج.
انتهت الآمال الحقيقية في الترقية في موسم 2011-12، بعد أن أصدر النادي التماسًا للتصفية من HM Revenue and Customs في 29 فبراير 2012، وكان النادي في هذا الوقت غير قادر على دفع فواتير الضرائب أو الدائنين أو أجور الموظفين. دخل النادي الإدارة في 9 مارس. خرج النادي أخيرًا من الإدارة في 20 نوفمبر 2012. سجل توم بوب 33 هدفًا ليقود فال إلى الصعود إلى الدوري الإنجليزي الدرجة الأولى بالحصول على المركز الثالث. استقروا في القسم تحت قيادة الرئيس الجديد روب بيج ، قبل أن ينسق رئيس مجلس الإدارة نورمان سمورثوايت رحيل بيج وفريقه لصالح المدير الأجنبي الأول للنادي برونو ريبيرو في يونيو 2016. كانت النتيجة هي العودة إلى الدوري الإنجليزي الدرجة الثانية في نهاية موسم 2016-17، وبعد ذلك استقال سمورثويت من منصب رئيس مجلس الإدارة. عاد إلى الدور في الموسم التالي، وهدد بوضع النادي في الإدارة، إذا لم يتم العثور على مشتري بحلول مايو 2019، وهو المصير الذي جنب عندما أكملت كارول وكيفين شاناهان عملية الاستحواذ.

## هوية النادي
ابتكر رئيس النادي فرانك هانتباخ في نوفمبر 1920 لقب "the Valiants". في العام التالي، تبنى النادي زيه المألوف باللونين الأبيض والأسود بعد أن جرب العديد من الألوان، بما في ذلك الملابس الحمراء والذهبية والسوداء، والكلاريت والأزرق، ولعب خلال الفترة 1898-1902 بالملابس الحمراء والبيضاء المستخدمة الآن من قبل المنافس ستوك سيتي لأكثر من قرن. ولكن سرعان ما تغيرت الملابس إلى قمصان حمراء عادية مع شورت أبيض في عام 1923، وهو النمط الذي استمر حتى عام 1934، عندما أعيد اعتماد القميص الأبيض، والشورت القصير الأسود، والجوارب السوداء. اعتمد النادي على تصميمات مختلفة من الذهب والأسود بين عامي 1958 و1963، قبل أن يعود مرة أخرى إلى الأسود والأبيض.
صمم شعار النادي الأولي على غرار شعار النبالة في منطقة بورسلم. استخدام النادي من عام 1952-1956 عقدة ستافوردشاير مع الأحرف "PVFC" داخله. ظهرت بعد أربع سنوات شارة أكثر تعقيدًا، تستند مرة أخرى إلى شعار النبالة بورسلم، ولكن هذه المرة تظهر أيضًا منجل أذرع تونستول، وصليب أودلي المقلوب، واثنين من أواني يوشيا ويدجوود. أزيل الشعار في عام 1964، واستبدال بحرف أحادي "PVFC"، والذي تخلي عنه بدوره في عام 1978  تحول النادي على مدى السنوات الأربع التالية إلى تصميم فارس على حصان مع كتابة "Port Vale" في الأعلى. قدم النادي منذ عام 1982 تصميمًا يعتمد على تصميم أحد تلاميذ المدرسة الذين فازوا بمسابقة، والتي تميزت بفرن الزجاجة وعقدة ستافورد، المرتبطة بصناعة الفخار في مدينة ستوك أون ترينت وتاريخ المنطقة المحلية. وقدم الشعار الحالي في فبراير 2013، والذي كان بمثابة إعادة صياغة حديثة للشعار الذي قدمه النادي في عام 1956، تضمنت مراجع تاريخية محلية من مزهريات بورتلاند التي تمثل يوشيا ويدجوود، والمنجل القادم من قمة منزل عائلة سنيد، والصليب الفضي الذي يظهر من شعار منزل عائلة أودلي، بالإضافة إلى عقدة ستافورد فوق القمة.
يظهر جدول بموردي الأطقم ورعاة القمصان أدناه:
| موردي الزي | موردي الزي     |
| المدة      | المورد         |
| ---------- | -------------- |
| 1974-1976  | أميرال         |
| 1977-1978  | بوكتا          |
| 1978-1979  | أميرال         |
| 1980-1983  | أديداس         |
| 1983-1986  | هوبوت          |
| 1986-1987  | بورن سبورتس    |
| 1987-1988  | New Olympic    |
| 1989-1991  | بورن سبورتس    |
| 1991-1995  | الشجاع الترفيه |
| 1995-2001  | ميزونو         |
| 2001-2003  | باتريك         |
| 2003-2012  | فاندانيل       |
| 2012-2014  | سونديكو        |
| 2014-2018  | إيرييا         |
| 2018-2019  | BLK            |
| 2019–      | إيرييا         |

| رعاة القميص | رعاة القميص         |
| المدة       | راعي                |
| ----------- | ------------------- |
| 1981-1982   | BGR                 |
| 1983-1984   | PMT                 |
| 1984-1985   | EDS                 |
| 1985-1986   | ECI                 |
| 1986-1987   | براونز للنقل        |
| 1987-1990   | كونيكا مينولتا      |
| 1990-1992   | كالامازو            |
| 1992-2003   | ضمان Tunstall       |
| 2003-2005   | تريسل               |
| 2005-2007   | غاز BGC             |
| 2007-2008   | سينهايزر            |
| 2008-2012   | Harlequin Property  |
| 2012-2013   | سينهايزر            |
| 2013-2017   | GMB                 |
| 2017-2019   | Manorshop.com       |
| 2019–       | Synectics Solutions |

## الملعب
ملعب الفريق هو فالى بارك منذ سنة 1950 عندما انتقل من ارضه في هانلى التي أصبحت الآن مركز تجارى وموقف سيارات.

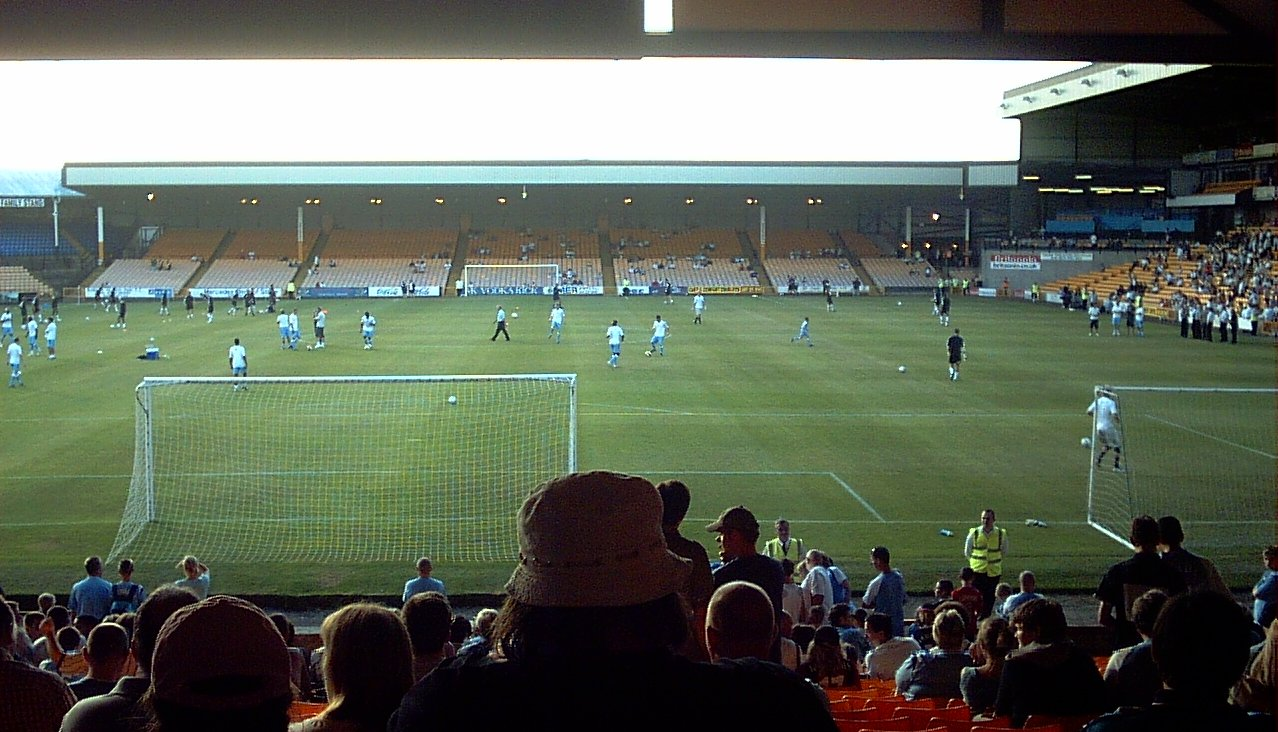
فايل بارك ملعب بورت فايل منذ عام 1950.

عندما انضموا إلى دوري كرة القدم الإنجليزية في عام 1892، كان بورت فايل يلعب على أرضه الرابعة. بدأوا في ميدوز في ملعب ليمكيلن لين في لونجبورت (الآن طريق سكوت ليدجيت )، ثم انتقلوا إلى ويستبورت ميدوز في عام 1881، حيث لعبوا لمدة ثلاث سنوات. كانت المنطقة معرضة للفيضانات، تقع اليوم بحيرة ويستبورت حيث كانت الملعب قائم. انتقل النادي في عام 1884 إلى ملعب بورسلم لكرة القدم وألعاب القوى، حيث سيبقون لمدة عامين فقط. يقع الملعب بالقرب من محطة سكة حديد بورسلم، أخذ النادي اسم المنطقة. كانت المباراة الأولى هي الفوز 6-0 على إيفرتون في مباراة ودية، واستضاف الملعب أيضًا مباريات كأس الاتحاد الإنجليزي للمرة الأولى، ثم انتقل بورت فايل إلى الملعب الرياضي. الواقع في مقابل الكنيسة على طريق واترلو مباشرة على خط ترام هانلي وبورسلم، وقد استضاف الملعب النادي لمدة 27 عامًا، بما في ذلك اثني عشر موسمًا لدوري كرة القدم. سمي النادي بهذا الاسم لأنه استضاف ألعاب القوى أيضًا.
كان ملعب The Old Recreation Ground هو ملعب فايل من عام 1913 إلى 1950، وكان يقع في هانلي، يقع مكانه حاليًا موقف للسيارات متعدد الطوابق لمركز Potteries للتسوق. عانى النادي أوقاتًا مالية صعبة خلال الحرب العالمية الثانية، وقام ببيع الملعب  للمجلس، الذي كان مترددًا في السماح للنادي بإعادة تأجيرها. تلقى النادي 13500 جنيه إسترليني مقابل الأرض، والتي احتاجوا إليها لسداد ديون بقيمة 3000 جنيه إسترليني.
فايل بارك موطن بورت فايل منذ عام 1950، يقع على طريق هاميل مقابل حديقة بورسلم. كان من المقرر في الأصل أن يكون ملعب ضخمًا ليتسع إلى 80،00، وكان يُعرف باسم "ويمبلي الشمال". افتتح المشروع الذي تبلغ قيمته 50000 جنيه إسترليني بسعة 40،000 (360 مقعدًا). ثم زادة السعة إلى 49768 في مباراة أستون فيلا في كأس الاتحاد الإنجليزي عام 1960.  خضع الملعب للعديد من التحسينات بعد انتخاب بيل بيل رئيسًا في عام 1987، والذي كان يهدف إلى جعله "مناسبًا لدوري الإنجليزي الممتاز، على الرغم من أن العملية لم تكتمل، وبقي جناح شارع لورن نصف منتهي. يوجد خارج الملعب تمثال لروى سبروسون، الذي لعب 842 مباراة تنافسية للنادي.

## المشجعون والمنافسات

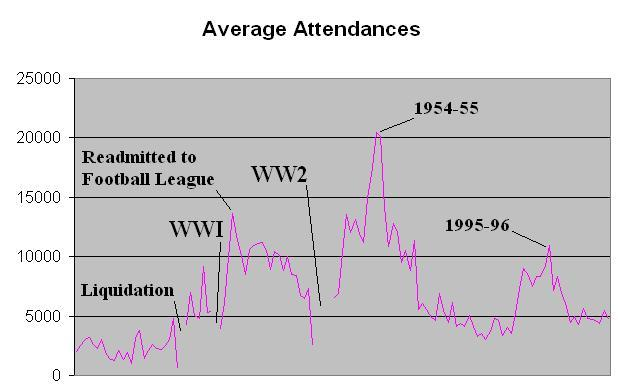
متوسط الحضور في الملعب من موسم 1892-93 إلى 2009-10.

النادي لديه منافسة شرسة مع نادي ستوك سيتي، حيث يقع مقر السيتي في مدينة ستوك أبون ترينت، لكن نسبة صغيرة فقط من سكان البلدة هم من مشجعي فايل. يتمتع ستوك سيتي أيضًا بقاعدة دعم أعلى في المدينة ككل، خاصة في الآونة الأخيرة عندما حققوا الصعود إلى الدوري الإنجليزي الممتاز. شارك عدد 215206 مشجع في 46 مباراة في الدوري الدرجة الثانية الإنجليزي خلال موسم 2009-10، وكان متوسط الحضور لنادي فايل في الدوري بلغ 4،678. التقى ستوك وفايل لأول مرة في 2 ديسمبر 1882، ولعبوا ما مجموعه 44 مباراة في دوري كرة القدم حتى 10 فبراير 2002، عندما التقى الفريقان آخر مرة في الدرجة الثانية فاز ستوك بالمباراة الأولى 1-0، بينما فاز فايل 1-0 في المواجهة الأخيرة. كان ستوك ستوك الفريق الأكثر نجاحًا على مر السنين.
حافظ بورت فايل أيضًا على منافسة نارية مع كرو ألكسندرا، والتي اكتسبت أهمية أكبر منذ صعود ستوك إلى دوري أعلى من فايل في نهاية موسم 2001-2002. صنفت إحدى الدراسات في عام 2019 التنافس بين بورت فايل وستوك سيتي باعتبارها من أكبر 28 منافسة في كرة القدم الإنجليزية المحترفة، وكانت مباراة بورت فايل وكرو أليكساندرا من أكبر 14 منافسة. يحتفظ فايل أيضًا بمنافسات مع شروزبري تاون، ووالسول، بالإضافة إلى منافسات أقل أهمية مع بيرتن ألبيون، وولفرهامبتون واندرارز، وماكليسفيلد تاون.
حصل البرنامج الرسمي للمباريات على تقييم عالٍ، وصوت عليه كأفضل برنامج في الدوري الدرجة الثانية في 2010-11. كما أنتج المؤيدون ثلاثة مجلات غير رسمية، أقدمها هي Memoirs of Seth Bottomley التي طُبعت في التسعينيات، وVale Park Beano التي طُبعت منذ عام 1997. وDerek I'm Gutted! هوي أيضًا مجلة طويلة الأمد، طبعة لأول مرة منذ أغسطس 2000، الاسم مستوحى من ملاحظة أدلى بها المدرب وقتها بريان هورتون للصحفي المحلي ديريك ديفيس بعد الهزيمة أمام ترانمير روفرز. موقع المعجبين OneValeFan هو أكبر موقع ويب مستقل لنادي بورت فايل، ويعمل منذ عام 1996.
روبي ويليامز الذي نشأ في ستوك أون ترينت. قبل إدارته في عام 2012، كان مساهمًا رئيسيًا، حيث اشترى ما قيمته 240 ألف جنيه إسترليني من الأسهم المتاحة في النادي في فبراير 2006، من أجل هذا الاستثمار سمي مطعم في فايل بارك باسمه. قدم روبي للعبة كرة القدم فيفا 2000 أغنية أصلية وهي «إنها فقط نحن»، بشرط أن تضمن اللعبة نادي بورت فايل، التي كانت موجودة في قسم بقية العالم. ظهرت هذه الأغنية أيضًا في إصدار FIFA Soundtrack CD الوحيد بواسطة شركة إيمي. أسس ويليامز في عام 2005 فريق Los Angeles Vale FC، وهو فريق Super Metro League في الولايات المتحدة، سمي الفريق على اسم بورت فايل، ويقع مقره في لوس أنجلوس. صديقه المقرب المقدم التلفزيوني جوناثان ويلكس، هو أيضًا من مشجعي فايل. مشجع آخر مشهور هو أسطورة رمي السهام فيل تايلور. ابن بورسلم "The Power" هو بطل العالم 16 مرة في هذه الرياضة. سُجل المغني سيمون ويب في فريق الشباب بالنادي في سن المراهقة حتى وضع قطع الرباط في سن السابعة عشر حداً لأي طموحات رياضية له. كما أن رسام الأطفال والمؤلف بوب ويلسون معجب أيضًا بالنادي. سلسلة كتبه ستانلي باجشو تدور أحداثها في منطقة تستند إلى ستوك، ويدعم بطل الرواية نسخة مقنعة من فايل، حتى أن الكتاب يستند إلى مسيرتهم في كأس 1954.

## الإحصائيات

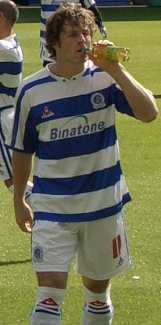
كان غاريث أينسوورث أكبر صفقة تعاقدية للنادي بمبلغ 500 ألف جنيه إسترليني، وكان ايضًا أكبر صفقة بيع، ربح منه النادي 1.5 مليون جنيه إسترليني بعد 13 شهرًا.

كان أفضل مركز حصل عليه نادي بورت فايل في دوري كرة القدم الدرجة الثانية هو المركز الخامس موسم 1930–31، في حين أن أفضل إنجاز له في كأس الاتحاد الإنجليزي الوصول إلى الدور نصف النهائي في موسم 1953-54. كان أكبر انتصار لبورت فايل في دوري كرة القدم هو فوزه بنتيجة 9-1على تشيسترفيلد في دوري الدرجة الثانية عام 1932، بينما كانت أكبر خسارة 10-0 أمام شيفيلد يونايتد في عام 1892 في نفس الدرجة.  تشمل الأرقام القياسية الأخرى للنادي الانتصار 16-0 على ميدلويتش في مباراة ودية في عام 1884، والهزيمة 12-0 أمام أستون فيلا في كأس ستافوردشاير للكبار في عام 1891.
يحمل الرقم القياسي لأكبر عدد من الظهور في المباريات مع بورت فايل االاعب Roy Sproson، الذي لعب 842 مباراة في جميع المسابقات. كما يحمل سبروسون الرقم القياسي لأكبر عدد من المباريات من حيث الظهور في الدوري، حيث بلغ عدد المباريات 760 مباراة. شارك ابن أخيه فيل سبروسون في 500 مباراة في جميع المسابقات. ويعتبر يلف كيركهام هو أفضل هداف للنادي برصيد 164 هدفًا في جميع المسابقات منها 153 هدفا في الدوري، و11 هدفا في كأس الاتحاد الإنجليزي. سجل كيركهام 41 هدفاً في موسم 1926–27 هو أيضاً رقم قياسي للنادي. كما سجل توم بوب ومارتن فويل أكثر من 100 هدف للنادي. كان تيدي بيرز هو أول لاعب يخوض مباراة دولية على المستوى الدولي أثناء اللعب مع فالي، عندما ظهر لأول مرة مع ويلز. اللاعب الأكثر مشاركة في المباريات الدولية هو كريس بيرشال، الذي خاض 27 مباراة دولية مع ترينيداد وتوباغو أثناء وجوده في النادي. أول لاعب يسجل في مباراة دولية كان سامي مورغان، الذي سجل لأيرلندا الشمالية ضد إسبانيا في يوم 16 فبراير 1972.
كان أعلى حضور للنادي في فايل بارك هو 49768 أمام أستون فيلا في كأس الاتحاد الإنجليزي في يوم 20 فبراير 1960، بينما كان أقل حضور للنادي هو 554 أمام ميدلسبره تحت 21 عامًا في كأس دوري كرة القدم الإنجليزية في يوم 16 أكتوبر 2018. كانت أكبر صفقة بيع للاعب في فايل هي 2.000.000 جنيه إسترليني من الاعب غاريث أينوورث المنتقل إلى ويمبلدون في 29 أكتوبر 1998، بينما كان الاعب أينوورث أغلى صفقة شراء، حيث كلف النادي 500.000 جنيه إسترليني أنتقل من نادي لينكولن سيتي في 11 سبتمبر 1997. أصغر لاعب يلعب للنادي هو نيلسون آغو، الذي كان يبلغ من العمر 15 عامًا و 262 يومًا في أول ظهور له ضد والسوال في كأس دوري كرة القدم الإنجليزي يوم 13 نوفمبر 2018. أكبر لاعب شارك مع النادي هو توم هولفورد، الذي لعب آخر مباراة له بعمر 46 عامًا و68 يومًا ضد ديربي كاونتي في دوري الدرجة الثانية في يوم 5 أبريل 1924.

## الاعبين

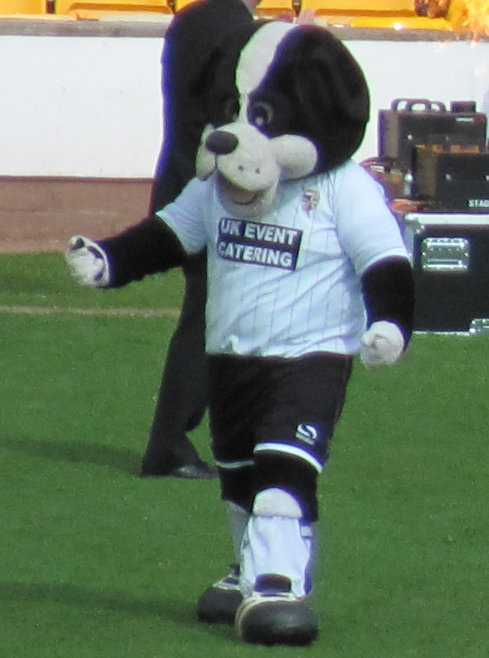
تميمة النادي بومر.

### تشكيلة الفريق
آخر تحديث 1 فبراير 2021.
ملاحظة: تشير الأعلام إلى المنتخب بحسب قواعد الأهلية المعتمدة من قبل الفيفا؛ تنطبق بعض الاستثناءات المحدودة. وقد يحمل اللاعبون أكثر من جنسية لا تعترف بها الفيفا.
| الرقم | البلد    | المركز | اللاعب            |
| ----- | -------- | ------ | ----------------- |
| 1     | إنجلترا  | حارس   | سكوت براون        |
| 2     | إنجلترا  | مدافع  | جيمس غيبونز       |
| 3     | إنجلترا  | مدافع  | آدم كروكس         |
| 4     | إنجلترا  | وسط    | لوك جويس          |
| 5     | إنجلترا  | مدافع  | ليون ليج          |
| 6     | إنجلترا  | مدافع  | ناثان سميث        |
| 7     | إنجلترا  | وسط    | ديفيد وورال       |
| 8     | إنجلترا  | وسط    | ماني أويليكي      |
| 9     | إنجلترا  | مهاجم  | توم بوب           |
| 10    | إنجلترا  | وسط    | توم كونلون (قائد) |
| 11    | كولومبيا | وسط    | كريستيان مونتانيو |
| 12    | جامايكا  | مهاجم  | تيو روبنسون       |
| 13    | إنجلترا  | مهاجم  | مارك كولين        |
| 14    | إنجلترا  | مهاجم  | كورتيس غوثري      |
| 15    | إنجلترا  | مدافع  | زاك ميلز          |
| 16    | إنجلترا  | مدافع  | شون بريسلي        |
| 17    | إنجلترا  | وسط    | جيك تايلور        |

| الرقم | البلد        | المركز | اللاعب                                  |
| ----- | ------------ | ------ | --------------------------------------- |
| 18    | إنجلترا      | وسط    | داني وايتهيد                            |
| 19    | إنجلترا      | وسط    | ديفيد امو                               |
| 20    | إنجلترا      | وسط    | سكوت بورغس                              |
| 21    | إنجلترا      | مهاجم  | ديفانتي رودني                           |
| 22    | إنجلترا      | مهاجم  | هاري مكيردي                             |
| 23    | إنجلترا      | مدافع  | رايان كامبل جوردون                      |
| 24    | إنجلترا      | مدافع  | ديفيد فيتزباتريك                        |
| 25    | إنجلترا      | وسط    | دانيال تريكيت سميث                      |
| 26    | إنجلترا      | وسط    | لوك تشامبرز                             |
| 27    | إنجلترا      | وسط    | أليكس هيرست                             |
| 28    | إنجلترا      | مدافع  | مايكل لينون                             |
| 29    | إنجلترا      | مهاجم  | إيدن بيلي                               |
| 30    | جنوب إفريقيا | حارس   | دينو فيسر                               |
| 31    | إنجلترا      | حارس   | جو كولينج                               |
| 32    | إنجلترا      | حارس   | توم سكوت                                |
| 33    | إنجلترا      | مدافع  | مصطفى أولاجونجو (معار من هدرسفيلد تاون) |
| 34    | إنجلترا      | مهاجم  | ويل سوان (معار من نوتينغهام فورست)      |

 لم يتم تسجيل اللاعبين الذين يحملون هذا الرمز للعب في مباريات الدوري بسبب حدود حجم الفريق في EFL.

### فريق الشباب
| الرقم | المركز    | الجنسية | الاعب       |
| ----- | --------- | ------- | ----------- |
| 41    | حارس مرمى | England | توم جريجورز |
| 42    | مدافع     | England | كينيل بارات |
| 45    | مدافع     | England | ويل تامس    |
| 46    | مدافع     | England | لويس ليك    |

| الرقم | المركز | الجنسية | الاعب         |
| ----- | ------ | ------- | ------------- |
| 54    | وسط    | England | ريس روبينز    |
| 55    | وسط    | England | عمار داير     |
| 56    | وسط    | England | تايلر برادبري |
| 57    | مهاجم  | England | نيلسون آغو ‏   |

### بورت فايل للسيدات
شكل فريق بورت فايل للسيدات في عام 2017، وفاز بدوري مقاطعة ستافوردشاير في موسمه الأول، ثم الدخول إلى دوري ويست ميدلاندز الإقليمي للسيدات في بداية موسم 2018-19. يدير قسم السيدات أيضًا فرق للفتيات تحت 9 سنوات، وتحت 11 سنة، وتحت من 12 سنة، وتحت 13 سنة، وتحت 14 سنة، وتحت 16 سنة.

## إدارة النادي

### الكادر التدريبي
مصدر
نادي بورت فايل 

## التاريخ التدريبي
كان توم مورغان أول مدرب لفريق بورت فايل يفوز بلقب الدوري مع النادي، حيث قادهم إلى صدارة دوري الدرجة الثالثة الشمالية في نهاية موسم 1929-30. كرر فريدي ستيل هذا الإنجاز خلال موسم 1953-54، حيث قاد النادي أيضًا إلى الدور نصف النهائي من كأس الاتحاد الإنجليزي. تبعه نورمان لو، الذي قاد فالي إلى لقب الدرجة الرابعة في 1958-59. كما حصل جوردون لي (في موسم 1969-70) وجون ماكغراث ( في موسم 1982–83) وميكي آدامز (في موسم 2012-13) على الصعود. قاد جون رودج النادي إلى ثلاث مرات في الصعود 1985–86، 1988–89، 1993–94 بالإضافة إلى لقب كأس دوري كرة القدم في عام 1993. خلفه بريان هورتون الحاصل على لقب كأس دوري كرة القدم في عام 2001.
- اينوك هود 1876 - 1896
- سام جليفز 1896 - 1905
- توم كلير 1905 - 1911
- ايه.اس واكر 1911 - 1912
- اتش مايت 1912 - 1914
- توم هولد فورد 1919 - 1924
- جو سكوفيلد 1924 - 1930
- توم مورجان 1930 - 1932
- توم هول فورد 1932 - 1935
- وارنى كراس ويل 1936 - 1937
- توم مورجان 1937 - 1938
- بيلى فريس 1945 - 1946
- جوردون هودجسن 1946 - 1951
- فريدى ستيلز 1951 - 1957
- نورمان لو 1957 - 1962
- فريدى ستيلز 1962 - 1965
- ستانلى ماثيو وجاكى مودى 1965 - 1967
- ستانلى ماثيو 1967 - 1968
- جوردون لى 1968 - 1974
- روى سبروصن 1974 - 1977
- بوبى سميث 1977 - 1978
- دنيس بولتر 1978 - 1979
- آلان بلور 1979 - 1979
- جون ماكراس 1979 - 1983
- جون رودج 1983 - 1999
- بريان هورتون 1999 - 2004
- مارتن فويل 2004 - 2007
- لى سي نووت 2007

## الإنجازات
دوري كرة القدم الدرجة الثالثة / الدرجة الثالثة الشمالية / الدوري الإنجليزي الدرجة الأولى (القسم الثالث)
- الفائز (2): 1929-30 ، 1953-54 [12]
- الصعود (المركز الثاني): 1993-94 [81]
- الفائز في المباراة الفاصلة : 1988-89 [12]

دوري كرة القدم الدرجة الرابعة / الدوري الإنجليزي الدرجة الثانية (القسم الرابع)
- الفائز (1): 1958-59 [12]
- الصعود (المركز الثالث): 1982–83، 2012–13 [81]
- الصعود (المركز الرابع): 1969–70، 1985–86 [12]

كأس دوري كرة القدم الإنجليزية
الفائز (2): 1993، 2001